# Euastacus jagara
Euastacus jagara é uma espécie de crustáceo da família Parastacidae.
É endémica da Austrália.